# Система жизнеобеспечения
Систе́ма жизнеобеспе́чения в пилотируемых полётах космических аппаратов — группа устройств, которые позволяют человеку выживать в космосе и поддерживать жизнь экипажу корабля.

## Общая информация
В необычных условиях космического полета (вакуум, лучистый теплообмен, ионизирующие излучения) человек должен находиться в замкнутом герметичном отсеке космического летательного аппарата. В обитаемом отсеке необходимо создавать условия для обеспечения нормального существования и работы человека. Эти условия необходимо поддерживать в течение всего полета, подавая в отсек вещества, потребляемые человеком и удаляя продукты его жизнедеятельности.
Бортовые системы космического летательного аппарата (КЛА), которые решают эти задачи, называются системами жизнеобеспечения (СЖО)

### Основные параметры атмосферы и физиологические нормативы для орбитальной станции
| Параметр                                              | Значение | Значение | Значение      |
| Параметр                                              | минимум  | максимум | оптимальная   |
| ----------------------------------------------------- | -------- | -------- | ------------- |
| Общее давление, кПа/мм рт. ст.                        | 33,3/250 | 107/800  | 54…69/405…520 |
| Парциальное давление кислорода, кПа/мм рт. ст.        | 16/120   | 40/300   | 20,6/155      |
| Парциальное давление азота, кПа/мм рт. ст.            | 9,3/70   | 80/600   | 47/350        |
| Парциальное давление углекислого газа, кПа/мм рт. ст. | 0        | 1,0/7,6  | 0,03          |
| Температура воздуха, °С                               | 16       | 24       | 21,0 ± 1,0    |
| Относительная влажность, %                            | 30       | 75       | 45            |
| Температура стенок жилого отсека, °С                  | 18,0     | 26,0     | 22,0          |
| Тепловыделение экипажа, мДж/(чел.-сут)                | 10,5     | 14,7     | 11,7          |
| Потребление кислорода, г/(чел·сут)                    | 760      | 990      | 850           |
| Выделение углекислого газа, г/(чел·сут)               | 870      | 1215     | 990           |
| Потребление воды и пищи, г/(чел·сут)                  | 1500     | 6400     | 2000          |
| Выделение мочи, г/(чел·сут)                           | 1100     |          | 2800          |
| Выделение экскрементов, г/(чел·сут)                   | 90       |          | 1400          |
| Дыхательный коэффициент                               | 0,80     | 1,0      | 0,87          |
| Метаболическая вода, г/(чел·сут)                      | 250      | 500      | 350           |
| Гигиеническая вода, г/(чел·сут)                       | 680      | 3000     | 2000          |

### Состав и назначение систем жизнеобеспечения
- Система кислородообеспечения (СКО) должна обеспечивать подачу в атмосферу обитаемого отсека кислорода в количестве 0,9 кг/сут (на одного человека) и поддерживать парциальное давление кислорода в заданном диапазоне значений (18—32 кПа).
- Система очистки атмосферы (СОА) должна обеспечивать сбор и удаление из атмосферы углекислого газа в количестве 1,0 кг/сут, поддерживать его парциальное давление на уровне не более 1 кПа, а также обеспечивать очистку атмосферы от вредных микропримесей, выделяемых человеком и оборудованием.

Эти две системы часто функционально объединяются в одну — систему обеспечения газового состава атмосферы (СОГС).
- Система водообеспечения (СВО) должна обеспечивать экипаж питьевой водой в количестве 2,5 кг/(чел.-сут); в случае использования натуральных продуктов питания, содержащих воду (до 0,5 кг/сут), норма питьевой воды уменьшается до 2 кг/(чел.-сут).
- Система питания экипажа (СОП) должна обеспечивать космонавта полноценным питанием, с рационом, содержащим белки, жиры и углеводы в массовом соотношении около 1:1:4 и с общей калорийностью до 12500 кДж/(чел.-сут).
- Средства регулирования температуры и влажности атмосферы (СРТ) вместе с общей системой терморегулирования (СТР) должны осуществлять: отвод из отсека тепла, выделяемого человеком (~145 Вт/чел.), удаление из атмосферы паров воды, выделяемых человеком (50 г/чел.-ч), а также поддерживать заданную температуру (18-22 град. по Цельсию), относительную влажность (30-70 %) и циркуляцию воздуха (0,1-0,4 м/с).
- Средства удаления отходов (СУО) должны обеспечивать сбор и изоляцию из атмосферы жидких (урины) и твердых продуктов жизнедеятельности.
- Средства регулирования давления (СРД) должны поддерживать общее давление атмосферы равным 77—107 кПа, осуществлять контроль герметичности отсека и компенсацию утечек воздуха из отсека.

Указанные системы составляют комплекс СЖО, обеспечивающий непосредственные физиологические нужды человека, находящегося в замкнутом отсеке.
Помимо этих систем в состав комплекса СЖО входят так же следующие средства.
- Средства санитарно-бытового обеспечения (ССБО), предназначенные для личной гигиены экипажа (умывание, душ) и удовлетворения бытовых нужд — одежда, спальные принадлежности, предметы для санитарной уборки отсеков.
- Средства индивидуальной защиты экипажа (СЗ):

- аварийно-спасательные скафандры, дыхательные маски, обеспечивающие защиту экипажа в аварийных ситуациях — при разгерметизации отсека, возникновении пожара и т. п.;
- космические скафандры для обеспечения выхода и работы человека в космическом пространстве вне отсека КЛА.

- Средства медико-биологического обеспечения, включающие приборы для медицинского контроля состояния экипажа, тренажеры для физической тренировки экипажа в полете, медикаменты